# Pupatonia
Pupatonia is een geslacht van weekdieren uit de klasse van de Gastropoda (slakken).

## Soorten
- Pupatonia atoma Ponder, 1965
- Pupatonia gracilispira (Powell, 1933)
- Pupatonia magellanica Ponder & Worsfold, 1994
- Pupatonia minutula (Powell, 1933)
- Pupatonia pupinella (Finlay, 1927)